# Cái chết của Michele Avila
Michele Yvette "Missy" Avila (8 tháng 2 năm 1968 – 1 tháng 10 năm 1985) là một thiếu niên người Mỹ đã bị sát hại bởi những người bạn thân của cô, Karen Severson và Laura Doyle, vào tháng 10 năm 1985.

## Tiểu sử
Michele Avila lớn lên ở Arleta, Los Angeles, Thung lũng San Fernando. Michele Avila và Karen Severson là bạn thân của nhau từ năm 8 tuổi. Hai cô gái bắt đầu xa nhau khi họ vào trường trung học San Fernando; Severson được cho là đã ghen tị với Avila vì cho rằng cô nổi tiếng và xinh đẹp. Severson cũng khó chịu vì Avila bắt đầu dành ít thời gian hơn cho mình, dành thời gian cho con trai. Severson sau đó đã bắt đầu một tin đồn rằng Avila đã quan hệ tình dục với nhiều chàng trai khác. Kết quả là Avila bị đánh đập bởi một nhóm các cô gái buộc tội cô ngủ với bạn trai của họ.
Trong năm học trung học, Avila hẹn hò với một chàng trai tên là Randy. Avila cắt đứt mối quan hệ sau một tháng do Randy liên tục tiệc tùng. Một thời gian ngắn sau khi chia tay, Severson và Randy bắt đầu mối quan hệ và chuyển đến sống chung một căn hộ. Severson sau đó nói với Irene, mẹ của Avila rằng cô đã từng chứng kiến cảnh Randy ôm Avila vào lòng. Avila nói với Randy rằng cô không muốn hàn gắn lại mối quan hệ của họ và khuyên Severson nên chia tay Randy. Vụ việc khiến Severson tức giận không nói chuyện với Avila. Mười ngày trước khi Avila qua đời, cả hai đã có một cuộc xô xát trong một công viên lân cận. Theo các nhân chứng, Severson đã đe dọa Avila bằng một chai bia vỡ, sau đó đẩy và tát cô.

## Giết người
Vào ngày 1 tháng 10 năm 1985, Avila nói với mẹ rằng cô đang đi chơi với một trong những người bạn cùng trường của mình, Laura Doyle. Bốn giờ sau, Doyle gọi cho mẹ của Avila và yêu cầu được nói chuyện với Missy. Sau khi mẹ của Avila nói với Doyle rằng con gái của bà đang đi cùng mình, Doyle nói với bà rằng đã bỏ Avila đi cùng với ba cậu con trai lái một chiếc Camaro màu xanh. Sau khi đổ xăng, Doyle nói rằng đã quay lại địa điểm đã thả Avila xuống, nhưng cô ấy và ba cậu bé đã biến mất.
Vào ngày 4 tháng 10, thi thể của Avila được tìm thấy ở một con suối ở Big Tujunga Canyon trong Rừng Quốc gia Angeles. Thi thể chìm trong nước, mái tóc dài đến thắt lưng bị cắt ra và có một khúc gỗ dài được tìm thấy trên cơ thể.

## Hậu quả
Irene sau đó nói rằng bà không có lý do gì để nghi ngờ Severson và Doyle có liên quan đến cái chết của con gái mình. Cả hai đều đã đến dự đám tang của Avila và Doyle đã gửi cho gia đình một tấm thiệp cùng với 20 USD. Severson cũng chuyển đến sống với bà Irene một thời gian để an ủi và trở thành "con gái thay thế" (mặc dù điều này bị Severson phản đối). Severson dường như cũng bị ám ảnh bởi vụ giết người. Cô đến thăm mộ của Avila vài lần một tuần, thay thế các bức tường trong phòng bằng hình ảnh của Avila và những mẩu báo về tội ác, và liên tục đến con suối nơi thi thể của Avila được tìm thấy. Có thời điểm, Severson nói với bà Irene rằng đã nhìn thấy hồn ma của Avila.
Cảnh sát không có đầu mối trong vụ án và trở nên bế tắc. Vào tháng 7 năm 1988, Eva Chirumbolo, một thiếu niên đã lái xe 45 phút vào vùng núi để báo cảnh sát về vụ giết người. Severson và Doyle bị bắt và bị buộc tội giết người cấp độ một. Theo các công tố viên, Severson và Doyle đã dụ Avila đến con suối và sau đó tiếp tục tra hỏi Avila. Cả hai cô gái đều cáo buộc cô đã quan hệ tình dục với bạn trai của họ và nói rằng cô đã làm đảo lộn quá nhiều mối quan hệ. Sau đó, cả hai giữ Avila úp mặt xuống mặt nước. Để giữ thi thể chìm trong nước, cả hai đã đặt một khúc gỗ nặng lên thi thể Avila.
Vào tháng 3 năm 1990, Severson và Doyle bị kết tội giết người cấp độ hai và bị kết án 15 năm tù chung thân. Các bồi thẩm viên sau đó nói rằng họ không tin rằng vụ giết người đã được lên kế hoạch và bác bỏ cáo buộc giết người cấp độ một. Karen Severson được ra tù vào ngày 9 tháng 12 năm 2011, sau khi thụ án 23,5 năm. Laura Doyle được ra tù vào tháng 12 năm 2012 sau khi thụ án được 22 năm.
Sau khi Severson ra tù, cô bắt đầu quảng cáo một cuốn hồi ký về tội ác và kinh nghiệm trong tù và đưa ra thỏa thuận sản xuất một bộ phim, gia đình Avila đã kiện vào năm 2015, tìm cách thu lợi nhuận từ việc bán phim. Bang California đã thông qua Luật Missy, yêu cầu các tổ chức đang giúp xuất bản các tác phẩm do tội phạm thực hiện phải liên hệ với gia đình của các nạn nhân về các tác phẩm nói trên.

## Văn hóa
- Vụ án đã truyền cảm hứng cho một cuốn sách, Missy's Murder của Karen Kingsbury, người đã đề cập đến vụ án.[6]
- Vụ án cũng truyền cảm hứng cho một bộ phim, A Killer Among Friends, với sự tham gia của Tiffani-Amber Thiesen và Patty Duke.[5]
- Ngày 13 tháng 1 năm 2012, vụ án được đưa lên một tập phim Deadly Woman có tên là "Deadly Delinquents".[10]
- Ngày 31 tháng 3 năm 2013, vụ án được giới thiệu trên một tập phim Unusual Suspects có tên "Deadly Forest".[11]
- Ngày 17 tháng 12 năm 2014, vụ án được đưa lên chương trình Dr. Phil, với cuộc phỏng vấn với Karen Severson.[12]
- Ngày 5 tháng 10 năm 2018, loạt phim Investigation Discovery đã ghi lại vụ án trong tập "Circle of Distrust".[13]